# Антон Діабеллі
Антон (Антоніо) Діабеллі; 6 вересня 1781 — 7 квітня 1858) — австрійський видавець музичних творів, редактор і композитор. За свого життя був більш відомим як видавець, проте нині більш знаний як композитор вальсу, на який Людвіг ван Бетховен написав свій твір «Варіації на тему Діабеллі», що включає тридцять три варіації.

## Ранні роки життя
Діабеллі народився в містечку Маттзе неподалік від Зальцбургу, на той час Зальцбурзське архієпископство. Будучи музично обдарованим, він співав у хорі хлопчиків у Зальцбурзькому соборі, де ймовірно міг навчатись музиці у Гайдна. У віці дев'ятнадцяти років він уже склав кілька важливих композицій, в тому числі 6 мес. Після навчання на священника в 1800 році Діабеллі влаштувався в Райтенхасласький монастир у Баварському курфюрстві і залишався там доки Баварія не закрила всі свої монастирі (1803).

## Кар'єра
1803 року Діабеллі переїхав до Відня, де почав викладати гру на фортепіано і гітарі, а також знайшов роботу коректора в музичному видавництві. Водночас він навчався бізнесу у галузі музичного видавництва і продовжував композиторську діяльність. 1809 року написав свою оперету «Adam in der Klemme». 1817 року розпочав видавничий бізнес, а 1818 року заснував спільну справу з П'єтро Каппі — музичне видавництво «Cappi & Diabelli». Це видавництво стало дуже популярним, оскільки друкувало популярні аранжування, які можна було виконувати навіть аматорам у себе вдома. Будучи майстром промоції, Діабеллі вибирав загальнодоступну музику, наприклад відомі аранжування оперних мелодій, танцювальну музику та нові популярні опереткові пісні.
Згодом видавництво здобуло репутацію серед професійних музичних кіл, ставши найбільшим видавцем творів Франца Шуберта. Діабеллі розпізнав його композиторський потенціал і став першим видавцем шубертівської роботи «Der Erlkönig» (Вільшаний король) за однойменною балладою Йоганна Вольфганга фон Гете (1821). Видавництво друкувало твори Шуберта до 1823 року, поки між Каппі і Шубертом не виникли суперечки, що привели до припинення співробітництва 1824 року. Того ж року Діабеллі відкрив нове видавництво «Діабеллі & Co».
Після ранньої смерті Шуберта 1828 року Діабеллі придбав частину значного музичного доробку композитора у брата Шуберта Фердинанда. Оскільки у Шуберта були сотні неопублікованих творів, фірма Діабеллі змогла публікувати «нові» його твори протягом більш ніж 30 років після смерті композитора.
Видавництво Діабеллі зростало протягом усього його життя. Коли він вийшов у відставку в 1851 році, видавництво перейшло під контроль Карла Антона Спіна. Спіна продовжував керувати фірмою і після смерті Діабеллі і опублікував чисельні музичні твори Йоганна Штрауса (сина) та Йозефа Штрауса. 1872 року видавництво перейшло під контроль Фрідріха Шрайбера, а 1876 року об'єдналось з фірмою Августа Кранца, яка придбала компанію 1879 року і керувала нею під своїм брендом.
Пішов з життя у Відні у віці 76 років.